# 코파 델 레이 2021-22
코파 델 레이 2021-22(스페인어: Copa del Rey de Fútbol 2021-22)는 코파 델 레이의 118번째 시즌이다. 우승 구단은 유로파리그 조별 리그 진출권을 확보했다. 결승에 진출한 두 구단 모두 4개 구단이 경쟁하는 수페르코파 데 에스파냐 참가권을 획득했다.
전 시즌 우승을 거둔 바르셀로나는 16강전에서 지난 2대회 연속 준우승을 차지한 아틀레틱 빌바오에 패하여 탈락했다. 베티스는 발렌시아와의 결승전에서 연장전 접전 끝에 1-1로 비긴 후에 승부차기에서 5-4로 이겨 17년 만이자 통산 3번째 우승을 거두었다.
스페인 전국 시간은 2021년 10월 31일까지와 2022년 3월 27일부터는 중앙 유럽 표준시(UTC+02:00)를 기준으로, 나머지(동절기)는 중앙 유럽 표준시(UTC+1)을 기준으로 되어 있다. 단 카나리아 제도에서 진행된 경기는 서유럽 표준시(UTC±00:00)를 기준으로 되어 있다.

## 일정과 형식
2021년 8월, 스페인 왕립 축구 연맹은 시즌 일정을 발표했고, 전 시즌과 동일한 형식으로 대회를 진행할 것임을 발표했다.
| 단계     | 추첨 날짜        | 경기 날짜                                     | 편성 쌍 수 | 구단 수   | 상세 정보 |
| -------- | ---------------- | --------------------------------------------- | ---------- | --------- | --- |
| 예선     | 2021년 10월 28일 | 2021년 11월 17일                              | 10         | 126 → 116 | 합류: 2020-21 시즌 5부 자격으로 참가. 상대 시드: 구단들은 지역 조건에 따라 맞대결 성사. 지역 시드: 추첨에 따라 결정. 토너먼트전 형식: 단판 승부 |
| 1라운드  | 2021년 11월 18일 | 2021년 11월 30일 ~ 12월 2일                   | 56         | 116 → 60  | 합류: 수페르코파 데 에스파냐 참가 4개 구단을 제외한 모든 본선 진출 구단. 상대 시드: 라 리가 소속 구단들은 최하부 리그 구단 상대. 나머지 4개 구단은 세군다 디비시온 B 소속 구단 상대. 지역 시드: 하부 리그 구단의 안방에서 경기 진행. 토너먼트전 형식: 단판 승부. |
| 2라운드  | 2021년 12월 3일  | 2021년 12월 14일 ~ 12월 16일                  | 28         | 60 → 32   | 상대 시드: 라 리가 소속 구단들은 최하부 리그 구단 상대. 지역 시드: 하부 리그 구단의 안방에서 경기 진행. 토너먼트전 형식: 단판 승부. |
| 32강전   | 2021년 12월 17일 | 2022년 1월 4일 ~ 1월 6일                      | 16         | 32 → 16   | 합류: 수페르코파 데 에스파냐 참가 4개 구단. 상대 시드: 라 리가 소속 구단들은 최하부 리그 구단 상대. 지역 시드: 하부 리그 구단의 안방에서 경기 진행. 토너먼트전 형식: 단판 승부.                                                                                  |
| 16강전   | 2022년 1월 7일   | 2022년 1월 15일, 1월 16일, 1월 19일, 1월 20일 | 8          | 16 → 8    | 상대 시드: 라 리가 소속 구단들은 최하부 리그 구단 상대. 지역 시드: 하부 리그 구단의 안방에서 경기 진행. 토너먼트전 형식: 단판 승부. |
| 8강전    | 2022년 1월 21일  | 2022년 2월 2일 ~ 2월 3일                      | 4          | 8 → 4     | 상대 시드: 추첨에 따라 결정. 지역 시드: 하부 리그 구단의 안방에서 경기 진행. 토너먼트전 형식: 단판 승부. |
| 준결승전 | 2022년 2월 4일   | 2022년 2월 9일 ~ 2월 10일                     | 2          | 4 → 2     | 상대 시드: 추첨에 따라 결정. 지역 시드: 추첨에 따라 결정. 토너먼트전 형식: 1·2차전. |
| 준결승전 | 2022년 2월 4일   | 2022년 3월 2일 ~ 3월 3일                      | 2          | 4 → 2     | 상대 시드: 추첨에 따라 결정. 지역 시드: 추첨에 따라 결정. 토너먼트전 형식: 1·2차전. |
| 결승전   | 2022년 2월 4일   | 2022년 4월 23일                               | 1          | 2 → 1     | 세비야의 라 카르투하에서 단판 승부. 결승 진출 구단은 수페르코파 데 에스파냐 진출권 확보. 유로파리그 진출권: 우승 구단은 유로파리그 조별 리그 진출권 확보.** |

참고
- 이번 시즌부터 1·2차전 형식으로 진행되는 준결승전에서 원정 다득점 원칙 폐지.
- 동률로 끝난 경기는 연장전에 돌입. 이후에도 동률인 경우 승부차기로 다음 단계 진출 구단 결정.

## 참가 구단
다음 구단들이 2021-22 시즌 코파 델 레이에 참가했다. 2군 구단들은 제외되었다.
| 라 리가 2020-21 시즌의 20개 구단 | 세군다 디비시온 2020-21 시즌의 22개 구단 | 세군다 디비시온 B 2020-21 시즌의 5개 승격조에 포함된 모든 구단 (C), 5개 RFEF 1부 편성조의 모든 1위 구단 및 상위 2개 2위 구단(D) | 테르세라 디비시온 2020-21 시즌 36개 승격조의 모든 1위 구단 및 상위 14개 2위 구단(A), (B) | 코파 페데라시온 2020-21 시즌 준결승 진출 4개 구단 | 지역 리그 2020-21 시즌 5부 리그 20개조 비승격 구단 |
| - 알라베스 - 아틀레틱 빌바오 - 아틀레티코 마드리드 - 바르셀로나 - 카디스 - 셀타 비고 - 에이바르 - 엘체 - 헤타페 - 그라나다 - 우에스카 - 레반테 - 오사수나 - 베티스 - 레알 마드리드 - 레알 소시에다드 - 세비야 - 발렌시아 - 바야돌리드 - 비야레알 | - 알바세테 - 알코르콘 - 알메리아 - 카르타헤나 - 카스테욘 - 에스파뇰 - 푸엔라브라다 - 지로나 - 라스 팔마스 - 레가네스 - 루고 - 말라가 - 마요르카 - 미란데스 - 폰페라디나 - 라요 바예카노 - 오비에도 - 사바델 - 스포르팅 히혼 - 테네리페 - 로그로녜스 - 사라고사 | - 알코야노 - 알헤시라스 - 아모레비에타 - 안도라 - 아틀레티코 발레아레스 - 아틀레티코 산루케뇨 - 바다호스 - 부르고스 - 칼라오라 - 코르넬랴 - 쿨투랄 레오네사 - 데포르티보 - 엑스트레마두라 - 짐나스틱 - 인테르나시오날 - 리나레스 - 라싱 페롤 - 라요 마하다온다 - 레알 우니온 - 산 페르난도 - 산 세바스티안 데 로스 레예스 - 로그로녜스 (SD) - 탈라베라 - 투델라노 - UCAM 무르시아 - 이비사 - 우니오니스타스 - 사모라 | - 아길라스 - 알시라 - 안드라츠 - 아렌테이로 - 아틀레티코 만차 레알 - 아틀레티코 푸필레뇨 - 베르간티뇨스 - 브레아 - 카세레뇨 - 칼보 소텔로 - 카욘 - 세아레스 - 크리스토 아틀레티코 - 엘덴세 - 에우로파 - 게르니카 - 힘나스티카 세고비아나 - 이비사 이슬라스 피티우사스 - 야네라 - 마르차말로 - 멘사헤로 - 몬티호 - 나사라 - 파나데리아 풀리도 - 페냐 스포르트 - 라싱 리오하 - 산 후안 - 산 로케 데 레페 - 테루엘 - 우니온 아다르베 - 벨레스 - 헤레스 데포르티보 | - 코르도바 - 에브로 - 구이후엘로 - 레이오아       | - 알데아노 - 아타르페 인두스트리알 - 아틀레티코 에스펠레뇨 - 세우타 6 데 후니오 - 에르나니 - 우라칸 멜리야 - 알리칸테 - 인헤르토 - 하라이스 - 라구나 - 몰례루사 - 모라 - 날론 - 페냐 인데펜덴트 - 산 아구스틴 델 과달리스 - 솔라레스 - 우나미 - 우트리야스 - 빅토리아 - 비야 데 포르투나 |

1. 1 2 3 4  아틀레틱 빌바오, 아틀레티코 마드리드, 바르셀로나, 그리고 레알 마드리드는 수페르코파 데 에스파냐를 참가함에 따라 32강부터 대회에 합류했다.
2. ↑  전 시즌 우승 구단

## 예선전

### 추첨
예선 라운드 참가 구단들은 지역 조건에 따라 4개 조로 분류되었다.
| 1조                                             | 2조                                          | 3조 | 4조                                          |
| ----------------------------------------------- | -------------------------------------------- | --- | -------------------------------------------- |
| 알데아노 에르나니 날론 솔라레스 우나미 빅토리아 | 인헤르토 몰례루사 페냐 인데펜덴트 우트리야스 | 알리칸테 아타르페 인두스트리알 아틀레티코 에스펠레뇨 세우타 6 데 후니오 우라칸 멜리야 비야 데 포르투나 | 하라이스 라구나 모라 산 아구스틴 델 과달리스 |

### 경기 결과
| 2021년 11월 17일                             | 날론 (6)   | 1–1 (3–4 승부차기)        | 솔라레스 (6) | 오요니에고                     |  |  |
| 15:00                                        | 올라이 88′ |                           | 페포 19′     | 경기장: 푸메아-롤로 로드리게스 |  |  |
|                                              |            | 승부차기                  |              |                                |  |  |
| 코르소 · 올라이 · 망디 · 로드리게스 · 사무엘 |            | 페포 · 바다 · 라바 · 레온 |              |                                |  |  |
|                                              |            |                           |              |                                |  |  |

| 2021년 11월 17일 | 우트리야스 (6)      | 2–0 | 인헤르토 (7) | 우트리야스      |  |  |
| 19:00            | 에르난데스 15′, 57′ |     |              | 경기장: 라 베가 |  |  |
|                  |                     |     |              |                 |  |  |

| 2021년 11월 17일 | 알데아노 (6) | 1–3 | 우나미 (6)                                | 알데누에바 데 에브로  |  |  |
| 19:30            | 아부자르 52′ |     | 페레스 12′ · 체추 75′ · 코비 88′ (페널티) | 경기장: 산 바르톨로메 |  |  |
|                  |              |     |                                           |                       |  |  |

| 2021년 11월 17일 | 빅토리아 (6) | 1–0 | 에르나니 (6) | 라 코루냐         |  |  |
| 19:30            | 페레스 47′   |     |              | 경기장: 아 그렐라 |  |  |
|                  |              |     |              |                   |  |  |

| 2021년 11월 17일 | 산 아구스틴 델 과달리스 (6)                          | 6–2 | 모라 (6)        | 산 아구스틴 데 과달리스                 |  |  |
| 20:00            | 리키 6′, 11′, 16′ · 산체스 45′ · 바스 75′ · 카노 78′ |     | 기하로 34′, 60′ | 경기장: 캄포 데 산 아구스틴 데 과달리스 |  |  |
|                  |                                                      |     |                 |                                         |  |  |

| 2021년 11월 17일 | 몰례루사 (6) | 1–0 | 페냐 인데펜덴트 (6) | 몰례루사            |  |  |
| 20:30            | 기옘 79′     |     |                     | 경기장: 캄 무니시팔 |  |  |
|                  |              |     |                     |                     |  |  |

| 2021년 11월 17일 | 알리칸테 (6)                                                           | 7–1 | 세우타 6 데 후니오 (6) | 알리칸테              |  |  |
| 20:30            | 에레디아 22′, 71′ · 페레스 28′ · 피냐 61′ · 친치야 81′, 83′ · 곰보 89′ |     | 비야토로 57′           | 경기장: 안토니오 발스 |  |  |
|                  |                                                                        |     |                        |                       |  |  |

| 2021년 11월 17일 | 비야 데 포르투나 (6) | 1–0 | 아틀레티코 에스펠레뇨 (6) | 포르투나                 |  |  |
| 20:30            | 호니 90′             |     |                           | 경기장: 호세 루이스 벨다 |  |  |
|                  |                      |     |                           |                          |  |  |

| 2021년 11월 17일 | 라구나 (6)                             | 4–1 | 하라이스 (6) | 테구스테                |  |  |
| 20:30            | 메디 7′ · 루카 19′, 39′ · 알레시스 52′ |     | 엘레나 30′   | 경기장: 로스 라우렐레스 |  |  |
|                  |                                        |     |              |                         |  |  |

| 2021년 11월 17일 | 우라칸 멜리야 (6)               | 2–1 | 아타르페 인두스트리알 (6) | 멜리야                |  |  |
| 21:00            | 요세프 2′ · 호셀루 81′ (페널티) |     | 디에고 7′                 | 경기장: 라 에스피게라 |  |  |
|                  |                                 |     |                           |                       |  |  |

참고
1. ↑  라구나는 본래 안방인 산 크리스토발 데 라구나의 프란시스코 페라사가 경기 중계 조건을 만족하지 못함에 따라 대신 테구스테의 로스 라우렐레스에서 경기를 치렀다.

## 1라운드
1라운드에는 총 116개 구단 중 수페르코파 데 에스파냐에 참가하는 4개 구단을 제외한 112개 구단이 참가했다. 이 중 10개 구단은 예선 구단을 통과하여 라 리가 구단들과 짝지어졌다. 나머지 6개 라 리가 구단들 중 4개 구단은 코파 페데라시온 준결승 진출 4개 구단들과 편성되었고, 나머지 두 라 리가 구단들은 세군다 디비시온 RFEF 소속 구단들과 만났다. 세군다 디비시온 RFEF의 나머지 21개 구단들은 세군다 디비시온의 21개 구단들과 경기를 치르게 되었다. 나머지 9개 세군다 디비시온 RFEF 구단들은 프리메라 디비시온 RFEF 구단들과의 맞대결이 성사되었다. 그리고 남은 20개 프리메라 디비시온 RFEF는 맞대결을 펼쳤다. 프리메라 디비시온 RFEF 구단들 간의 경기에서 안방에서 치를 구단은 추첨함에서 먼저 나온 구단들로 결정되었다. 나머지의 경우 하부 리그 구단의 안방에서 경기가 치러졌다. 112개 구단이 참가한 1라운드는 총 56경기가 2021년 11월 30일부터 12월 2일까지 진행되었다.

### 추첨
추첨식은 2021년 11월 18일에 진행되었다. 참가 구단들은 6개 포트로 나뉘어 편성되었다.
| 1포트 라 리가 16개 구단 | 2포트 세군다 디비시온 21개 구단 | 3포트 프리메라 디비시온 RFEF 29개 구단 | 4포트 세군다 디비시온 RFEF 32개 구단 | 5포트 코파 페데라시온 준결승 진출 4개 구단 | 6포트 예선 라운드 승자 10개 구단                                                                                    |
| 알라베스 카디스 셀타 비고 엘체 에스파뇰 헤타페 그라나다 레반테 마요르카 오사수나 라요 바예카노 베티스 레알 소시에다드 세비야 발렌시아 비야레알 | 알코르콘 알메리아 아모레비에타 부르고스 카르타헤나 에이바르 푸엔라브라다 지로나 우에스카 라스 팔마스 레가네스 루고 말라가 미란데스 폰페라디나 오비에도 스포르팅 히혼 테네리페 이비사 바야돌리드 사라고사 | 알바세테 알코야노 알헤시라스 안도라 아틀레티코 발레아레스 아틀레티코 산루케뇨 바다호스 칼라오라 카스테욘 코르넬랴 쿨투랄 레오네사 데포르티보 엑스트레마두라 짐나스틱 인테르나시오날 리나레스 라싱 페롤 라요 마하다온다 레알 우니온 사바델 산 페르난도 산 세바스티안 데 로스 레예스 로그로녜스 (SD) 탈라베라 투델라노 UCAM 무르시아 로그로녜스 우니오니스타스 사모라 | 아길라스 알시라 안드라츠 아렌테이로 아틀레티코 만차 레알 아틀레티코 푸필레뇨 베르간티뇨스 브레아 카세레뇨 칼보 소텔로 카욘 세아레스 크리스토 아틀레티코 엘덴세 에우로파 게르니카 힘나스티카 세고비아나 이비사 이슬라스 피티우사스 야네라 마르차말로 멘사헤로 몬티호 나사라 파나데리아 풀리도 페냐 스포르트 라싱 리오하 산 후안 산 로케 데 레페 테루엘 우니온 아다르베 벨레스 헤레스 데포르티보 | 코르도바 에브로 구이후엘로 레이오아        | 알리칸테 우라칸 멜리야 라구나 몰례루사 산 아구스틴 델 과달리스 솔라레스 우나미 우트리야스 빅토리아 비야 데 포르투나 |

### 경기 결과
| 2021년 11월 30일 | 카욘 (4) | 0–2    | 우에스카 (2)                | 카욘                                                           |  |  |
| 16:00            |          | 리포트 | 마테우 59′ · 오모루이 90+4′ | 경기장: 페르난도 아스토비사 심판: 올리베르 데 라 푸엔테 라모스 |  |  |
|                  |          |        |                             |                                                                |  |  |

| 2021년 11월 30일 | 마르차말로 (4) | 0–1            | 바야돌리드 (2)    | 마르차말로                                   |  |  |
| 16:00            |                | 리포트 리포트] | 메사 89′ (페널티) | 경기장: 라 솔라나 심판: 다비드 갈베스 라스콘 |  |  |
|                  |                |                |                   |                                              |  |  |

| 2021년 11월 30일 | 나사라 (4) | 0–1    | 안도라 (3)              | 나헤라                                       |  |  |
| 18:30            |            | 리포트 | 페르난데스 42′ (페널티) | 경기장: 라 살레라 심판: 다비드 레시오 모레노 |  |  |
|                  |            |        |                         |                                              |  |  |

| 2021년 11월 30일 | 빅토리아 (6) | 0–8    | 비야레알 (1)                                                                                      | 라 코루냐                                         |  |  |
| 19:00            |              | 리포트 | 모레노 17′, 22′ · 만디 28′ · 알카세르 37′ · 추쿠에제 50′ · 제라르 73′ · 디아 82′ · 이오시포프 87′ | 경기장: 리아소르 심판: 파블로 곤살레스 푸에르테스 |  |  |
|                  |              |        |                                                                                                   |                                                   |  |  |

| 2021년 11월 30일 | 라구나 (6) | 0–7    | 그라나다 (1)                                                      | 산타 크루스 데 테네리페                                         |  |  |
| 18:00 (WET)      |            | 리포트 | 바카 9′ · 부츠케 32′, 44′, 54′ · 푸에르타스 41′ · 몰리나 67′, 76′ | 경기장: 엘리오도로 로드리게스 로페스 심판: 발렌틴 피사로 고메스 |  |  |
|                  |            |        |                                                                   |                                                                 |  |  |

| 2021년 11월 30일 | 우나미 (6) | 0–3    | 알라베스 (1)                           | 세고비아                                              |  |  |
| 19:00            |            | 리포트 | 구이데티 66′ · 시야 82′ · 리오하 90+1′ | 경기장: 라 알부에라 심판: 미겔 앙헬 오르티스 아리아스 |  |  |
|                  |            |        |                                        |                                                       |  |  |

| 2021년 11월 30일 | 테루엘 (4) | 0–1    | 알코르콘 (2)          | 테루엘                                    |  |  |
| 20:00            |            | 리포트 | 프라일레 28′ (페널티) | 경기장: 피니야 심판: 루벤 아발로스 바레라 |  |  |
|                  |            |        |                       |                                           |  |  |

| 2021년 11월 30일 | 라싱 리오하 (4) | 0–2    | 카르타헤나 (2)    | 로그로뇨                                              |  |  |
| 20:00            |                 | 리포트 | 오르투뇨 65′, 81′ | 경기장: 라스 가우나스 심판: 호세 안토니오 로페스 토카 |  |  |
|                  |                 |        |                   |                                                       |  |  |

| 2021년 11월 30일 | 세아레스 (4) | 0–1    | 스포르팅 히혼 (2) | 히혼                                                     |  |  |
| 20:00            |              | 리포트 | 세사르 38′        | 경기장: 엘 몰리논 심판: 하비에르 이글레시아스 비야누에바 |  |  |
|                  |              |        |                   |                                                          |  |  |

| 2021년 11월 30일 | 아틀레티코 산루케뇨 (3)     | 2–0    | 사바델 (3) | 산루카르 데 바라메다                               |  |  |
| 20:30            | 미겔레테 65′ · 아르멘탈 76′ | 리포트 |            | 경기장: 엘 팔마르 심판: 알레한드로 루세나 페르도모 |  |  |
|                  |                             |        |            |                                                    |  |  |

| 2021년 11월 30일 | 에브로 (4) | 0–5    | 셀타 비고 (1)                                        | 사라고사                                         |  |  |
| 21:00            |            | 리포트 | 미나 32′ · 솔라리 43′ · 세르비 55′, 58′ · 폰탄 90+2′ | 경기장: 라 로마레다 심판: 안토니오 마테우 라오스 |  |  |
|                  |            |        |                                                      |                                                  |  |  |

| 2021년 11월 30일 | 몰례루사 (6) | 1–5    | 헤타페 (1)                                                     | 몰례루사                                                   |  |  |
| 21:00            | 푸치 4′      | 리포트 | 마타 19′ (페널티), 52′ (페널티), 57′ · 산드로 58′ · 포베다 75′ | 경기장: 캄 무니시팔 심판: 알레한드로 에르난데스 에르난데스 |  |  |
|                  |              |        |                                                                |                                                            |  |  |

| 2021년 11월 30일                                    | 아길라스 (4) | 1–1 (연) (3–5 승부차기)                        | 알메리아 (2) | 아길라스                                   |  |  |
| 21:00                                               | 우체 58′     | 리포트                                         | 비야르 32′   | 경기장: 엘 루비알 심판: 사울 아이스 레이그 |  |  |
|                                                     |              | 승부차기                                       |              |                                            |  |  |
| 트레보티치 · 알렉스 로페스 · 아르카스 · 하비 페레스 |              | 라마자니 · 쿠로 · 포르티요 · 사무 · 데 라 오스 |              |                                            |  |  |
|                                                     |              |                                                |              |                                            |  |  |

| 2021년 11월 30일 | 몬티호 (4) | 0–1    | 부르고스 (2) | 몬티호                                                        |  |  |
| 21:00            |            | 리포트 | 리키 90+4′   | 경기장: 에밀리오 마카로 로드리게스 심판: 알바로 모레노 아라곤 |  |  |
|                  |            |        |              |                                                               |  |  |

| 2021년 11월 30일 | 알바세테 (3)                             | 2–1 (연) | 라싱 페롤 (3)     | 알바세테                                                 |  |  |
| 21:00            | 몬테스 61′ (페널티) · 다니 곤살레스 117′ | 리포트   | 알렉스 로페스 43′ | 경기장: 카를로스 벨몬테 심판: 세르지우 클라우디우 무레샨 |  |  |
|                  |                                          |          |                   |                                                          |  |  |

| 2021년 11월 30일 | 바다호스 (3) | 0–3    | 알코야노 (3)                                    | 바다호스                                                  |  |  |
| 21:00            |              | 리포트 | 무라드 3′ · 호나 77′ (페널티) · 앙헬 로페스 87′ | 경기장: 누에보 비베로 심판: 마누엘 앙헬 페레스 에르난데스 |  |  |
|                  |              |        |                                                 |                                                           |  |  |

| 2021년 12월 1일 | 멘사헤로 (4) | 0–1    | 사라고사 (2) | 산타 크루스 데 라 팔마                                 |  |  |
| 15:30 (WET)     |              | 리포트 | 클레멘테 80′ | 경기장: 실베스트레 카리요 심판: 고르카 사게스 오스코스 |  |  |
|                 |              |        |              |                                                        |  |  |

| 2021년 12월 1일 | 베르간티뇨스 (4)          | 2–0    | 투델라노 (3) | 카르바요                                         |  |  |
| 18:30           | 우시오 33′ · 알파야 90+3′ | 리포트 |              | 경기장: 아스 에이로아스 심판: 알폰소 비센테 모랄 |  |  |
|                 |                           |        |              |                                                  |  |  |

| 2021년 12월 1일 | 코르도바 (4) | 0–1 (연장전) | 세비야 (1)    | 코르도바                                       |  |  |
| 19:00           |              | 리포트       | 오캄포스 108′ | 경기장: 누에보 아르캉헬 심판: 헤수스 힐 만사노 |  |  |
|                 |              |              |               |                                                |  |  |

| 2021년 12월 1일 | 솔라레스 (6)                | 2–3    | 에스파뇰 (1)                | 솔라레스                                                    |  |  |
| 19:00           | 오슬레 75′ · 구티에레스 83′ | 리포트 | 로렌 15′, 23′, 50′ (페널티) | 경기장: 라 에스타시온 심판: 리카르도 데 부르고스 벵고에체아 |  |  |
|                 |                             |        |                             |                                                             |  |  |

| 2021년 12월 1일 | 힘나스티카 세고비아나 (4) | 0–2 (연) | 마요르카 (1)     | 세고비아                                           |  |  |
| 19:00           |                           | 리포트   | 앙헬 94′, 105+3′ | 경기장: 라 알부에라 심판: 하비에르 알베롤라 로하스 |  |  |
|                 |                           |          |                  |                                                    |  |  |

| 2021년 12월 1일 | 브레아 (4) | 0–2    | 이비사 (2)    | 브레아 데 아라곤                                        |  |  |
| 19:00           |            | 리포트 | 다보 32′, 76′ | 경기장: 피에드라부에나 심판: 이오수 갈레크 아스페테기아 |  |  |
|                 |            |        |               |                                                         |  |  |

| 2021년 12월 1일 | 알헤시라스 (3)      | 1–2    | 우니오니스타스 (3) | 알헤시라스                                           |  |  |
| 19:00           | 알바로 로메로 90+4′ | 리포트 | 라이코 8′, 18′     | 경기장: 누에보 미라도르 심판: 안토니오 산체스 산체스 |  |  |
|                 |                     |        |                    |                                                      |  |  |

| 2021년 12월 1일 | 안드라츠 (4)              | 2–1    | 오비에도 (2) | 안드라츠                                         |  |  |
| 20:00           | 포마르 25′ · 야브레스 31′ | 리포트 | 이르카 39′   | 경기장: 사 플라나 심판: 이반 카파로스 에르난데스 |  |  |
|                 |                           |        |              |                                                  |  |  |

| 2021년 12월 1일 | 아틀레티코 만차 레알 (4)     | 2–1    | 인테르나시오날 (3) | 만차 레알                                          |  |  |
| 20:00           | 호세 엔리케 84′ · 라피야 89′ | 리포트 | 피투 74′           | 경기장: 라 후벤투드 심판: 안토니오 알베롤라 로하스 |  |  |
|                 |                              |        |                    |                                                    |  |  |

| 2021년 12월 1일 | 알시라 (4) | 0–1    | 푸엔라브라다 (2) | 알시라                                                        |  |  |
| 20:00           |            | 리포트 | 솔다노 55′       | 경기장: 루이스 수녜르 피코 심판: 다마소 아르세디아노 모네시요 |  |  |
|                 |            |        |                  |                                                               |  |  |

| 2021년 12월 1일 | 산 후안 (4)  | 1–2    | 산 세바스티안 데 로스 레예스 (3)   | 팜플로나                                 |  |  |
| 20:00           | 부루스코 36′ | 리포트 | 하우레기 28′ · 레테기 73′ (자책골) | 경기장: 산 후안 심판: 세르히오 우손 로셀 |  |  |
|                 |              |        |                                    |                                          |  |  |

| 2021년 12월 1일 | UCAM 무르시아 (3)                       | 3–4 (연) | 데포르티보 (3)                              | 무르시아                                             |  |  |
| 20:00           | 테라노바 41′ · 라이갈 66′ · 가리도 116′ | 리포트   | 윌리암 40′ · 킬레스 72′, 109′ · 페케 105+2′ | 경기장: 라 콘도미나 심판: 류이스 베스타르드 세르베라 |  |  |
|                 |                                         |          |                                             |                                                      |  |  |

| 2021년 12월 1일 | 파나데리아 풀리도 (4) | 0–4    | 레알 소시에다드 (1)                             | 라스 팔마스 데 그란 카나리아                         |  |  |
| 20:00 (WET)     |                       | 리포트 | 포르투 6′ · 무뇨스 7′ · 쇨로트 60′ · 주아라 71′ | 경기장: 그란 카나리아 심판: 호르헤 피게로아 바스케스 |  |  |
|                 |                       |        |                                                 |                                                      |  |  |

| 2021년 12월 1일 | 탈라베라 (3)                | 2–0    | 코르넬랴 (3) | 탈라베라 데 라 레이나                          |  |  |
| 20:15           | 로드리고 15′ · 페랄레스 20′ | 리포트 |              | 경기장: 엘 프라도 심판: 아르만도 라모 안드레스 |  |  |
|                 |                             |        |              |                                                |  |  |

| 2021년 12월 1일 | 카세레뇨 (4) | 1–2    | 폰페라디나 (2)            | 카세레스                                                 |  |  |
| 20:30           | 바르바 75′   | 리포트 | 살라사르 67′ · 메디나 87′ | 경기장: 프린시페 펠리페 심판: 알레한드로 킨테로 곤살레스 |  |  |
|                 |              |        |                           |                                                          |  |  |

| 2021년 12월 1일 | 아렌테이로 (4)        | 2–1    | 로그로녜스 (SD) (3)   | 오 카르바이뇨                                   |  |  |
| 20:30           | 사네이 36′ · 시야 39′ | 리포트 | 포르텔라 51′ (자책골) | 경기장: 에스피녜도 심판: 하이메 루이스 알바레스 |  |  |
|                 |                       |        |                       |                                                 |  |  |

| 2021년 12월 1일 | 에우로파 (4) | 0–1    | 아모레비에타 (2) | 바르셀로나                                                |  |  |
| 20:30           |              | 리포트 | 아모로르투 35′   | 경기장: 노우 사르데냐 심판: 라울 마르틴 곤살레스 프란세스 |  |  |
|                 |              |        |                  |                                                           |  |  |

| 2021년 12월 1일 | 엑스트레마두라 (3) | 1–4    | 사모라 (3)                               | 알멘드랄레호                                                 |  |  |
| 20:30           | 드람메 80′         | 리포트 | 코르데로 2′ · 로사다 11′, 65′ · 파라 48′ | 경기장: 프란시스코 데 라 에라 심판: 다니엘 팔렌시아 카바예로 |  |  |
|                 |                    |        |                                          |                                                              |  |  |

| 2021년 12월 1일 | 산 페르난도 (3)         | 2–3    | 쿨투랄 레오네사 (3)                   | 산 페르난도                                        |  |  |
| 20:30           | 도피 42′ · 프란시스 85′ | 리포트 | 아멜리비아 6′ · 솔리스 24′ · 칼빈 56′ | 경기장: 바이아 수르 심판: 알렉산드레 알레만 페레스 |  |  |
|                 |                         |        |                                       |                                                    |  |  |

| 2021년 12월 1일                                                                | 칼라오라 (3) | 1–1 (연) (4–5 승부차기)                                              | 아틀레티코 발레아레스 (3) | 칼라오라                                     |  |  |
| 20:30                                                                          | 유레바소 25′ |                                                                      | 지나르드 90+4′            | 경기장: 라 피니야 심판: 알베르트 카탈라 페란 |  |  |
|                                                                                |              | 승부차기                                                             |                           |                                              |  |  |
| 라미레스 · 헤수스 알바레스 · 사리에기 · 다비드 그란데 · 다비드 소토 · 사발레타 |              | 카스타뇨 · 비니시우스 탕케 · 마르티네스 · 샤쇼아 · 빌라라사 · 페로네 |                           |                                              |  |  |
|                                                                                |              |                                                                      |                           |                                              |  |  |

| 2021년 12월 1일                                                         | 리나레스 (3) | 0–0 (연장전) (6–5 승부차기)                                                | 짐나스틱 (3) | 리나레스                                               |  |  |
| 20:30                                                                   |              | 리포트                                                                     |              | 경기장: 리나레호스 심판: 호세 다비드 마르티네스 몬탈반 |  |  |
|                                                                         |              | 승부차기                                                                   |              |                                                        |  |  |
| 멜렌데스 · 프란 라라 · 코페테 · 바르보사 · 디아스 · 호세마 · 산치드리안 |              | 알바란 · 아르틸레스 · 바예스테로스 · 오리올 · 에드가르 · 부일라 · 리베예스 |              |                                                        |  |  |
|                                                                         |              |                                                                            |              |                                                        |  |  |

| 2021년 12월 1일 | 알리칸테 (6) | 0–4    | 베티스 (1)                                         | 알코이                                          |  |  |
| 21:00           |              | 리포트 | 테요 7′ · 라이네스 28′ · 호아킨 47′ · 바르트라 52′ | 경기장: 엘 코야오 심판: 카를로스 델 세로 그란데 |  |  |
|                 |              |        |                                                    |                                                 |  |  |

| 2021년 12월 1일 | 산 로케 데 레페 (4) | 0–3    | 미란데스 (2)                 | 레페                                                        |  |  |
| 21:00           |                     | 리포트 | 올긴 13′ · 마르케스 59′, 75′ | 경기장: 시우다드 데 레페 심판: 프란시스코 에르난데스 마에소 |  |  |
|                 |                     |        |                              |                                                             |  |  |

| 2021년 12월 2일 | 벨레스 (4)                         | 2–3    | 라스 팔마스 (2)                             | 벨레스-말라가                                    |  |  |
| 16:00           | 조셀리뉴 10′ · 베이가 33′ (자책골) | 리포트 | 베니토 27′ · 사디쿠 43′ · 알레 가르시아 83′ | 경기장: 비바르 테예스 심판: 라파엘 산체스 로페스 |  |  |
|                 |                                    |        |                                             |                                                  |  |  |

| 2021년 12월 2일 | 산 아구스틴 델 과달리스 (6) | 0–4    | 오사수나 (1)                                              | 산 아구스틴 데 과달리스                                             |  |  |
| 19:00           |                             | 리포트 | 바르베로 50′ · 토레스 61′ · 온티베로스 72′ · 아빌라 90+1′ | 경기장: 산 아구스틴 델 과달리스 축구장 심판: 산티아고 하이메 라트레 |  |  |
|                 |                             |        |                                                           |                                                                     |  |  |

| 2021년 12월 2일 | 우라칸 멜리야 (6) | 0–8    | 레반테 (1)                                                         | 멜리야                                             |  |  |
| 19:00           |                   | 리포트 | 솔다도 2′, 22′ · 블레사 29′, 30′, 63′ · 말사 51′ · 고메스 52′, 58′ | 경기장: 알바레스 클라로 심판: 마리오 멜레로 로페스 |  |  |
|                 |                   |        |                                                                    |                                                    |  |  |

| 2021년 12월 2일                                  | 구이후엘로 (5) | 1–1 (연장전) (3–4 승부차기)                        | 라요 바예카노 (1) | 구이후엘로                                      |  |  |
| 19:00                                            | 토티 19′       | 리포트                                             | 포소 5′           | 경기장: 무니시팔 심판: 알레한드로 무니스 루이스 |  |  |
|                                                  |                | 승부차기                                           |                   |                                                 |  |  |
| 로드리게스 · 카라멜로 · 루벤 · 토티 · 크리스토발 |                | 수아레스 · 팔라손 · 트레호 · 코메사냐 · 과르디올라 |                   |                                                 |  |  |
|                                                  |                |                                                    |                   |                                                 |  |  |

| 2021년 12월 2일 | 게르니카 (4) | 1–2    | 에이바르 (2)          | 게르니카                                                  |  |  |
| 19:00           | 아라나 71′   | 리포트 | 키케 36′ · 블랑코 62′ | 경기장: 우르비에타 심판: 에두아르도 프리에토 이글레시아스 |  |  |
|                 |              |        |                       |                                                           |  |  |

| 2021년 12월 2일 | 우트리야스 (6) | 0–3    | 발렌시아 (1)                                    | 우트리야스                               |  |  |
| 19:30           |                | 리포트 | 마르쿠스 안드레 27′ · 무사 52′ · 코인드레디 70′ | 경기장: 라 베가 심판: 세사르 소토 그라도 |  |  |
|                 |                |        |                                                 |                                          |  |  |

| 2021년 12월 2일 | 페냐 스포르트 (4) | 0–3    | 말라가 (2)                                        | 타파야                                                     |  |  |
| 19:30           |                   | 리포트 | 파울리노 32′ · 롬반 45+2′ (페널티) · 로베르토 74′ | 경기장: 산 프란시스코 심판: 아이토르 고로스테기 페르난데스 |  |  |
|                 |                   |        |                                                   |                                                            |  |  |

| 2021년 12월 2일 | 야네라 (4)                          | 2–1    | 로그로녜스 (3) | 랑그레오                                    |  |  |
| 20:00           | 마르틴 페레스 41′ · 하비 산체스 87′ | 리포트 | 두바신 62′     | 경기장: 간사발 심판: 호세 파르데이로 푸엔테 |  |  |
|                 |                                     |        |                |                                             |  |  |

| 2021년 12월 2일 | 크리스토 아틀레티코 (4)                  | 2–0    | 레알 우니온 (3) | 팔렌시아                                             |  |  |
| 20:00           | 알바로 고메스 2′ (페널티) · 파스콸 45+1′ | 리포트 |                 | 경기장: 누에바 발라스테라 심판: 미겔 곤살레스 디아스 |  |  |
|                 |                                          |        |                 |                                                      |  |  |

| 2021년 12월 2일 | 칼보 소텔로 (4) | 1–5    | 지로나 (2)                                                                         | 푸에르토야노                                                |  |  |
| 20:00           | 아르코스 24′    | 리포트 | 사무엘 사이스 19′ (페널티) · 몬호넬 34′ · 아르테로 50′ · 카마라 61′ · 가르시아 67′ | 경기장: 시우다드 데 푸에르토야노 심판: 루이스 미야 알벤디스 |  |  |
|                 |                 |        |                                                                                    |                                                             |  |  |

| 2021년 12월 2일 | 아틀레티코 푸필레뇨 (4) | 0–1    | 카스테욘 (3)   | 풀피                                             |  |  |
| 20:00           |                         | 리포트 | 에스케르도 27′ | 경기장: 산 미겔 심판: 다비드 캄브로네로 곤살레스 |  |  |
|                 |                         |        |                |                                                  |  |  |

| 2021년 12월 2일 | 레이오아 (5) | 0–2    | 엘체 (1)        | 레이오아                                      |  |  |
| 20:00           |              | 리포트 | 카리조 43′, 56′ | 경기장: 사리에나 심판: 아드리안 코르데로 베가 |  |  |
|                 |              |        |                 |                                               |  |  |

| 2021년 12월 2일                                   | 우니온 아다르베 (4) | 2–2 (연) (3–4 승부차기)                    | 루고 (2)                           | 마드리드                                                |  |  |
| 20:15                                             | 포르테로 29′, 49′   | 리포트                                     | 호셀루 34′ · 바레이로 40′ (페널티) | 경기장: 비센테 델 보스케 심판: 다니엘 트루히요 수아레스 |  |  |
|                                                   |                     | 승부차기                                   |                                    |                                                         |  |  |
| 시돈차 · 다니 라모스 · 마요르가 · 알부르 · 카예하 |                     | 바레이로 · 피타 · 호셀루 · 라마 · 캄파바달 |                                    |                                                         |  |  |
|                                                   |                     |                                            |                                    |                                                         |  |  |

| 2021년 12월 2일 | 엘덴세 (4) | 0–1    | 라요 마하다온다 (3) | 엘다                                                             |  |  |
| 20:30           |            | 리포트 | 하비 고메스 10′     | 경기장: 누에보 페피코 아마트 심판: 후안 안토니오 캄포스 살리나스 |  |  |
|                 |            |        |                     |                                                                  |  |  |

| 2021년 12월 2일 | 헤레스 데포르티보 (4) | 1–2    | 레가네스 (2)            | 헤레스 데 라 프론테라                 |  |  |
| 20:45           | 베요 53′ (페널티)     | 리포트 | 나임 45+1′ · 두쿠레 87′ | 경기장: 차핀 심판: 후안 풀리도 산타나 |  |  |
|                 |                       |        |                         |                                       |  |  |

| 2021년 12월 2일 | 이비사 이슬라스 피티우사스 (4) | 1–2 (연) | 테네리페 (2)                    | 이비사                                               |  |  |
| 21:00           | 사무 핀토 57′                  | 리포트   | 미첼 65′ (페널티) · 모예호 103′ | 경기장: 칸 미세스 III 심판: 빅토르 가르시아 베르두라 |  |  |
|                 |                                |          |                                 |                                                      |  |  |

| 2021년 12월 2일 | 비야 데 포르투나 (6) | 0–7    | 카디스 (1)                                                                                      | 무르시아                                               |  |  |
| 21:00           |                      | 리포트 | 네그레도 3′, 52′, 90′ · 알바로 히메네스 13′ · 마르코스 마우로 79′ · 칼데론 81′ · 오스마이치 86′ | 경기장: 누에바 콘도미나 심판: 후안 마르티네스 무누에라 |  |  |
|                 |                      |        |                                                                                                 |                                                        |  |  |

참고
1. ↑  빅토리아는 본래 안방인 산 페드로 데 비스마가 프란시스코 페라사가 스페인 왕립 축구 연맹의 경기 조건을 만족하지 못함에 따라 대신 라 코루냐의 리아소르에서 경기를 치렀다.
2. ↑  라구나는 본래 안방인 산 크리스토발 데 라구나의 프란시스코 페라사가 스페인 왕립 축구 연맹의 경기 조건을 만족하지 못함에 따라 대신 산타 크루스 데 테네리페의 엘리오도로 로드리게스 로페스에서 경기를 치렀다.
3. ↑  라싱 리오하는 본래 안방인 엘 살바도르가 스페인 왕립 축구 연맹의 경기 조건을 만족하지 못함에 따라 대신 로그로뇨의 라스 가우나스에서 경기를 치렀다.
4. ↑  세아레스는 본래 안방인 라 크루스가 스페인 왕립 축구 연맹의 경기 조건을 만족하지 못함에 따라 대신 히혼의 엘 몰리논에서 경기를 치렀다.
5. ↑  에브로는 본래 안방인 라 알모사라가 스페인 왕립 축구 연맹의 경기 조건을 만족하지 못함에 따라 대신 사라고사의 라 로마레다에서 경기를 치렀다.
6. ↑  파나데리아 풀리도는 본래 안방인 베가 데 산 마테오의 산 마테오가 스페인 왕립 축구 연맹의 경기 조건을 만족하지 못함에 따라 대신 라스 팔마스 데 그란 카나리아의 그란 카나리아에서 경기를 치렀다.
7. ↑  알리칸테는 본래 안방인 알리칸테의 안토니오 솔라나가 스페인 왕립 축구 연맹의 경기 조건을 만족하지 못함에 따라 대신 알코이의 엘 코야오에서 경기를 치렀다.
8. ↑  우라칸 멜리야는 본래 안방인라 에스피게라가 스페인 왕립 축구 연맹의 경기 조건을 만족하지 못함에 따라 대신 멜리야의 알바레스 클라로에서 경기를 치렀다.
9. ↑  야네라는 본래 포사다 데 야네라의 페페 키마란이 스페인 왕립 축구 연맹의 경기 조건을 만족하지 못함에 따라 대신 랑그레오의 간사발에서 경기를 치렀다.
10. ↑  비야 데 포르투나는 본래 안방인 포르투나의 호세 루이스 벨다가 스페인 왕립 축구 연맹의 경기 조건을 만족하지 못함에 따라 대신 무르시아의 누에바 콘도미나에서 경기를 치렀다.

## 2라운드

### 추첨
추첨식은 라스 로사스의 스페인 왕립 축구 연맹 본부에서 2021년 12월 3일에 진행되었다. 2라운드에 참가하는 구단들은 2021-22 시즌의 소속 리그에 따라 4개 포트로 나뉘었다. 경기는 하부 리그 구단의 안방에서 치러졌다. 총 28경기가 2021년 12월 14일부터 12월 16일까지 진행되었다.
| 1포트 라 리가 소속 16개 구단 | 2포트 세군다 디비시온 소속 20개 구단 | 3포트 프리메라 디비시온 RFEF 소속 14개 구단 | 4포트 세군다 디비시온 RFEF 소속 6개 구단                                         |
| 알라베스 카디스 셀타 비고 엘체 에스파뇰 헤타페 그라나다 레반테 마요르카 오사수나 라요 바예카노 베티스 레알 소시에다드 세비야 발렌시아 비야레알 | 알코르콘 알메리아 아모레비에타 부르고스 카르타헤나 에이바르 푸엔라브라다 지로나 우에스카 라스 팔마스 레가네스 루고 말라가 미란데스 폰페라디나 스포르팅 히혼 테네리페 이비사 바야돌리드 사라고사 | 알바세테 알코야노 안도라 아틀레티코 발레아레스 아틀레티코 산루케뇨 카스테욘 쿨투랄 레오네사 데포르티보 리나레스 라요 마하다온다 산 세바스티안 데 로스 레예스 탈라베라 우니오니스타스 사모라 | 안드라츠 아렌테이로 아틀레티코 만차 레알 베르간티뇨스 크리스토 아틀레티코 야네라 |

### 경기 결과
| 2021년 12월 14일 | 안도라 (3)   | 1–2 (연) | 셀타 비고 (1)        | 안도라 라 벨랴                                         |  |  |
| 19:00            | 빌라노바 39′ | 리포트   | 폰탄 14′ · 미나 118′ | 경기장: 에스타디 나시우날 심판: 산티아고 하이메 라트레 |  |  |
|                  |              |          |                      |                                                        |  |  |

| 2021년 12월 14일                                                   | 산 세바스티안 데 로스 레예스 (3) | 0–0 (연) (4–5 승부차기)                                              | 푸엔라브라다 (2) | 산 세바스티안 데 로스 레예스                                   |  |  |
| 19:00                                                              |                                  | 리포트                                                               |                  | 경기장: 누에보 마타피뇨네라 심판: 올리베르 데 라 푸엔테 라모스 |  |  |
|                                                                    |                                  | 승부차기                                                             |                  |                                                                |  |  |
| 아르투로 · 몰리나 · 히메 · 곤살레스 · 마르티네스 · 루이스 · 모레노 |                                  | 이리바스 · 솔다노 · 살바도르 · 안데르송 · 디에게스 · 풀리도 · 티미테 |                  |                                                                |  |  |
|                                                                    |                                  |                                                                      |                  |                                                                |  |  |

| 2021년 12월 14일 | 우에스카 (2) | 0–1    | 지로나 (2)   | 우에스카                                             |  |  |
| 20:00            |              | 리포트 | 칼라베라 22′ | 경기장: 엘 알코라스 심판: 이오수 갈레크 아스페테기아 |  |  |
|                  |              |        |              |                                                      |  |  |

| 2021년 12월 14일 | 사라고사 (2)                | 2–0    | 부르고스 (2) | 사라고사                                                 |  |  |
| 20:00            | 에과라스 34′ · 곤살레스 51′ | 리포트 |              | 경기장: 라 로마레다 심판: 아이토르 고로스테기 페르난데스 |  |  |
|                  |                             |        |              |                                                          |  |  |

| 2021년 12월 14일 | 라요 마하다온다 (3) | 1–0    | 말라가 (2) | 마하다온다                                                  |  |  |
| 20:00            | 산체스 60′          | 리포트 |            | 경기장: 세로 델 에스피노 심판: 다마소 아르세디아노 모네시요 |  |  |
|                  |                     |        |            |                                                             |  |  |

| 2021년 12월 14일 | 크리스토 아틀레티코 (4) | 1–2    | 에스파뇰 (1)        | 팔렌시아                                                 |  |  |
| 21:00            | 수알데아 6′             | 리포트 | 우 46′ · 고메스 88′ | 경기장: 누에바 발라스테라 심판: 알레한드로 무니스 루이스 |  |  |
|                  |                         |        |                     |                                                          |  |  |

| 2021년 12월 14일                | 알코야노 (3)                | 3–3 (연) (3–1 승부차기)             | 레반테 (1)                   | 알코이                                           |  |  |
| 21:00                           | 무라드 5′, 44′ · 블랑코 55′ | 리포트                              | 고메스 23′, 68′ · 솔다도 61′ | 경기장: 엘 코야오 심판: 호르헤 피게로아 바스케스 |  |  |
|                                 |                             | 승부차기                            |                              |                                                  |  |  |
| 리요 · 안디 · 가르시아 · 블랑코 |                             | 페펠루 · 모랄레스 · 로헤르 · 바르디 |                              |                                                  |  |  |
|                                 |                             |                                     |                              |                                                  |  |  |

| 2021년 12월 14일 | 리나레스 (3)              | 2–1    | 알라베스 (1) | 리나레스                                                      |  |  |
| 21:00            | 에차니스 19′ · 코페테 73′ | 리포트 | 시야 67′     | 경기장: 리나레호스 심판: 이시드로 디아스 데 메라 에스쿠데로스 |  |  |
|                  |                           |        |              |                                                               |  |  |

| 2021년 12월 15일 | 베르간티뇨스 (4) | 1–3    | 라요 바예카노 (1)                      | 카르바요                                                 |  |  |
| 19:00            | 카노 77′         | 리포트 | 수아레스 37′ · 시스 67′ · 모레노 90+1′ | 경기장: 아스 에이로아스 심판: 파블로 곤살레스 푸에르테스 |  |  |
|                  |                  |        |                                        |                                                          |  |  |

| 2021년 12월 15일                                                 | 안드라츠 (4) | 1–1 (연) (5–6 승부차기)                                        | 세비야 (1) | 안드라츠                                         |  |  |
| 19:00                                                            | 랴브레스 65′ | 리포트                                                         | 미르 57′   | 경기장: 사 플라나 심판: 후안 마르티네스 무누에라 |  |  |
|                                                                  |              | 승부차기                                                       |            |                                                  |  |  |
| 로렌테 · 보네트 · 포마르 · 비달 · 카라스코 · 부아데스 · 알로르다 |              | 미르 · 구델 · 오스카르 · 로메로 · 루이스미 · 고메스 · 딜레이니 |            |                                                  |  |  |
|                                                                  |              |                                                                |            |                                                  |  |  |

| 2021년 12월 15일 | 사모라 (3) | 0–3    | 레알 소시에다드 (1)                            | 사모라                                               |  |  |
| 19:00            |            | 리포트 | 구리디 47′ · 투리엔테스 70′ · 오야르사발 90+2′ | 경기장: 루타 데 라 플라타 심판: 발렌틴 피사로 고메스 |  |  |
|                  |            |        |                                                |                                                      |  |  |

| 2021년 12월 15일 | 쿨투랄 레오네사 (3)                         | 2–3 (연) | 레가네스 (2)                      | 레온                                                   |  |  |
| 19:30            | 부에나카사 37′ (페널티) · 가스타냐가 105+1′ | 리포트   | 에라소 62′ · 바우티스타 98′, 112′ | 경기장: 레이노 데 레온 심판: 호세 안토니오 로페스 토카 |  |  |
|                  |                                             |          |                                   |                                                        |  |  |

| 2021년 12월 15일 | 스포르팅 히혼 (2)           | 2–1 (연) | 알코르콘 (2)  | 히혼                                                               |  |  |
| 20:00            | 멘데스 42′ · 주르제비치 99′ | 리포트   | 알 바다위 57′ | 경기장: 엘 몰리논 관중 수: 7,300 심판: 혼 안데르 곤살레스 에스테반 |  |  |
|                  |                             |          |               |                                                                    |  |  |

| 2021년 12월 15일 | 폰페라디나 (2)          | 2–1 (연) | 이비사 (2) | 폰페라다                                                 |  |  |
| 20:00            | 오헤다 48′ · 로메라 93′ | 리포트   | 비야르 68′ | 경기장: 엘 토랄린 심판: 하비에르 이글레시아스 비야누에바 |  |  |
|                  |                         |          |            |                                                          |  |  |

| 2021년 12월 15일 | 바야돌리드 (2)                               | 3–1    | 라스 팔마스 (2) | 바야돌리드                                             |  |  |
| 20:00            | 아누아르 45+2′ · 웨이스만 63′ · 곤살레스 68′ | 리포트 | 사디쿠 22′      | 경기장: 호세 소리야 심판: 프란시스코 에르난데스 마에소 |  |  |
|                  |                                              |        |                 |                                                        |  |  |

| 2021년 12월 15일 | 카스테욘 (3) | 1–2    | 카르타헤나 (2)                | 카스테욘 데 라 플라나                         |  |  |
| 20:00            | 시비제 48′   | 리포트 | 오르투뇨 28′ · 카야르가 90+3′ | 경기장: 카스탈리아 심판: 다비드 갈베스 라스콘 |  |  |
|                  |              |        |                               |                                               |  |  |

| 2021년 12월 15일 | 우니오니스타스 (3) | 0–1    | 엘체 (1)            | 살라망카                                            |  |  |
| 21:00            |                    | 리포트 | 로만 90+3′ (자책골) | 경기장: 레이나 소피아 심판: 카를로스 델 세로 그란데 |  |  |
|                  |                    |        |                     |                                                     |  |  |

| 2021년 12월 15일 | 테네리페 (2) | 1–2    | 에이바르 (2)              | 산타 크루스 데 테네리페                                         |  |  |
| 20:00 (WET)      | 곤살레스 74′ | 리포트 | 키케 12′ · 에스포시토 83′ | 경기장: 엘리오도로 로드리게스 로페스 심판: 루이스 미야 알벤디스 |  |  |
|                  |              |        |                           |                                                                 |  |  |

| 2021년 12월 15일 | 아틀레티코 산루케뇨 (3) | 1–7    | 비야레알 (1)                                                                                 | 산루카르 데 바라메다                     |  |  |
| 21:00            | 아르멘탈 60′            | 리포트 | 알카세르 8′, 13′ · 두로 27′ (자책골) · 추쿠에제 40′ · 고메스 42′ · 트리게로스 67′ · 라바 79′ | 경기장: 엘 팔마르 심판: 헤수스 힐 만사노 |  |  |
|                  |                         |        |                                                                                              |                                          |  |  |

| 2021년 12월 16일 | 탈라베라 (3)                      | 2–4 (연) | 베티스 (1)                                                             | 탈라베라 데 라 레이나                                    |  |  |
| 19:00            | 공고라 7′ (페널티) · 페랄레스 89′ | 리포트   | 이글레시아스 14′ · 호아킨 61′ (페널티) · 라이네스 116′ · 카날레스 119′ | 경기장: 엘 프라도 심판: 알레한드로 에르난데스 에르난데스 |  |  |
|                  |                                   |          |                                                                        |                                                          |  |  |

| 2021년 12월 16일 | 야네라 (4) | 0–6    | 마요르카 (1)                                                          | 랑그레오                                             |  |  |
| 19:00            |            | 리포트 | 세들라르 50′, 62′ · 음보울라 55′ · 가야 74′ · 랴브레스 78′ · 앙헬 87′ | 경기장: 간사발 심판: 리카르도 데 부르고스 벵고에체아 |  |  |
|                  |            |        |                                                                       |                                                      |  |  |

| 2021년 12월 16일 | 아렌테이로 (4) | 1–3 (연) | 발렌시아 (1)                       | 오 카르바이뇨                                        |  |  |
| 19:00            | 마지사노 8′    | 리포트   | 무사 1′ · 기야몬 99′ · 바예호 113′ | 경기장: 에스피녜도 심판: 호세 루이스 무누에라 몬테로 |  |  |
|                  |                |          |                                    |                                                      |  |  |

| 2021년 12월 16일 | 아모레비에타 (2) | 1–2    | 알메리아 (2)            | 아모레비에타                                          |  |  |
| 19:00            | 오로스코 56′     | 리포트 | 사디크 24′ · 아피아 61′ | 경기장: 우리체 심판: 에두아르도 프리에토 이글레시아스 |  |  |
|                  |                  |        |                         |                                                       |  |  |

| 2021년 12월 16일 | 루고 (2)   | 1–2    | 미란데스 (2)             | 루고                                       |  |  |
| 20:00            | 호셀루 65′ | 리포트 | 마르케스 4′ · 리켈메 82′ | 경기장: 앙초 카로 심판: 후안 풀리도 산타나 |  |  |
|                  |            |        |                          |                                            |  |  |

| 2021년 12월 16일 | 데포르티보 (3) | 1–2    | 오사수나 (1)              | 라 코루냐                    |  |  |
| 21:00            | 돈셀 23′       | 리포트 | 키케 45+3′ · 부디미르 64′ | 심판: 아드리안 코르데로 베가 |  |  |
|                  |                |        |                           |                              |  |  |

| 2021년 12월 16일 | 아틀레티코 만차 레알 (4) | 1–0    | 그라나다 (1) | 만차 레알                                    |  |  |
| 21:00            | 엔리케 21′               | 리포트 |              | 경기장: 라 후벤투드 심판: 세사르 소토 그라도 |  |  |
|                  |                          |        |              |                                              |  |  |

| 2021년 12월 16일 | 알바세테 (3) | 0–1    | 카디스 (1) | 알바세테                                                    |  |  |
| 21:00            |              | 리포트 | 안도네 20′ | 경기장: 카를로스 벨몬테 심판: 호세 마리아 산체스 마르티네스 |  |  |
|                  |              |        |            |                                                             |  |  |

| 2021년 12월 16일 | 아틀레티코 발레아레스 (3)                                            | 5–0    | 헤타페 (1) | 팔마 데 마요르카                                |  |  |
| 21:00            | 오르필라 6′, 44′ · 디오니 68′ · 마르티네스 70′ · 비니시우스 탕케 89′ | 리포트 |            | 경기장: 발레아르 심판: 하비에르 알베롤라 로하스 |  |  |
|                  |                                                                      |        |            |                                                 |  |  |

참고
1. ↑  야네라는 본래 포사다 데 야네라의 페페 키마란이 스페인 왕립 축구 연맹의 경기 조건을 만족하지 못함에 따라 대신 랑그레오의 간사발에서 경기를 치렀다.

## 32강 대진표
|  | 32강전                | 32강전                | 32강전                | 32강전              |                       |                       | 16강전                | 16강전 | 16강전 | 16강전 |  |  | 8강전 | 8강전 | 8강전 | 8강전 |  |  | 준결승전 | 준결승전 | 준결승전 | 준결승전 |  |  | 결승전 | 결승전 | 결승전 | 결승전 |
|  |                       |                       |                       |                     |                       |                       |                       |        |        |        |  |  |       |       |       |       |  |  |          |          |          |          |  |  |        |        |        |        |
|  |                       |                       |                       |                     |                       |                       |                       |        |        |        |  |  |       |       |       |       |  |  |          |          |          |          |  |  |        |        |        |        |
|  |                       |                       |                       |                     |                       |                       |                       |        |        |        |  |  |       |       |       |       |  |  |          |          |          |          |  |  |        |        |        |        |
|  | 지로나                | 지로나                | 지로나                | 1                   |                       |                       |                       |        |        |        |  |  |       |       |       |       |  |  |          |          |          |          |  |  |        |        |        |        |
|  | 지로나                | 지로나                | 지로나                | 1                   |                       |                       |                       |        |        |        |  |  |       |       |       |       |  |  |          |          |          |          |  |  |        |        |        |        |
|  | 오사수나              | 오사수나              | 오사수나              | 0                   |                       |                       |                       |        |        |        |  |  |       |       |       |       |  |  |          |          |          |          |  |  |        |        |        |        |
|  | 오사수나              | 오사수나              | 오사수나              | 0                   | 지로나                | 지로나                | 지로나                | 1      |        |        |  |  |       |       |       |       |  |  |          |          |          |          |  |  |        |        |        |        |
|  |                       |                       |                       |                     | 지로나                | 지로나                | 지로나                | 1      |        |        |  |  |       |       |       |       |  |  |          |          |          |          |  |  |        |        |        |        |
|  |                       | 라요 바예카노         | 라요 바예카노         | 라요 바예카노       | 2                     |                       |                       |        |        |        |  |  |       |       |       |       |  |  |          |          |          |          |  |  |        |        |        |        |
|  | 미란데스              | 미란데스              | 미란데스              | 라요 바예카노       | 2                     | 0                     |                       |        |        |        |  |  |       |       |       |       |  |  |          |          |          |          |  |  |        |        |        |        |
|  | 미란데스              | 미란데스              | 미란데스              |                     |                       |                       |                       |        |        |        |  |  |       |       |       |       |  |  |          |          |          |          |  |  |        |        |        |        |
|  | 라요 바예카노         | 라요 바예카노         | 라요 바예카노         | 2                   |                       |                       |                       |        |        |        |  |  |       |       |       |       |  |  |          |          |          |          |  |  |        |        |        |        |
|  | 라요 바예카노         | 라요 바예카노         | 라요 바예카노         | 2                   | 라요 바예카노         | 라요 바예카노         | 라요 바예카노         | 1      |        |        |  |  |       |       |       |       |  |  |          |          |          |          |  |  |        |        |        |        |
|  |                       |                       |                       |                     | 라요 바예카노         | 라요 바예카노         | 라요 바예카노         | 1      |        |        |  |  |       |       |       |       |  |  |          |          |          |          |  |  |        |        |        |        |
|  |                       | 마요르카              | 마요르카              | 마요르카            | 0                     |                       |                       |        |        |        |  |  |       |       |       |       |  |  |          |          |          |          |  |  |        |        |        |        |
|  | 에이바르              | 에이바르              | 에이바르              | 마요르카            | 0                     | 1                     |                       |        |        |        |  |  |       |       |       |       |  |  |          |          |          |          |  |  |        |        |        |        |
|  | 에이바르              | 에이바르              | 에이바르              |                     |                       |                       |                       |        |        |        |  |  |       |       |       |       |  |  |          |          |          |          |  |  |        |        |        |        |
|  | 마요르카              | 마요르카              | 마요르카              | 2                   |                       |                       |                       |        |        |        |  |  |       |       |       |       |  |  |          |          |          |          |  |  |        |        |        |        |
|  | 마요르카              | 마요르카              | 마요르카              | 2                   | 마요르카              | 마요르카              | 마요르카              | 2      |        |        |  |  |       |       |       |       |  |  |          |          |          |          |  |  |        |        |        |        |
|  |                       |                       |                       |                     | 마요르카              | 마요르카              | 마요르카              | 2      |        |        |  |  |       |       |       |       |  |  |          |          |          |          |  |  |        |        |        |        |
|  |                       | 에스파뇰              | 에스파뇰              | 에스파뇰            | 1                     |                       |                       |        |        |        |  |  |       |       |       |       |  |  |          |          |          |          |  |  |        |        |        |        |
|  | 폰페라디나            | 폰페라디나            | 폰페라디나            | 에스파뇰            | 1                     | 1 (1)                 |                       |        |        |        |  |  |       |       |       |       |  |  |          |          |          |          |  |  |        |        |        |        |
|  | 폰페라디나            | 폰페라디나            | 폰페라디나            |                     |                       |                       |                       |        |        |        |  |  |       |       |       |       |  |  |          |          |          |          |  |  |        |        |        |        |
|  | 에스파뇰 (승)         | 에스파뇰 (승)         | 에스파뇰 (승)         | 1 (3)               |                       |                       |                       |        |        |        |  |  |       |       |       |       |  |  |          |          |          |          |  |  |        |        |        |        |
|  | 에스파뇰 (승)         | 에스파뇰 (승)         | 에스파뇰 (승)         | 1 (3)               | 라요 바예카노         | 1                     | 1                     | 2      |        |        |  |  |       |       |       |       |  |  |          |          |          |          |  |  |        |        |        |        |
|  |                       |                       |                       |                     | 라요 바예카노         | 1                     | 1                     | 2      |        |        |  |  |       |       |       |       |  |  |          |          |          |          |  |  |        |        |        |        |
|  |                       | 베티스                | 2                     | 1                   | 3                     |                       |                       |        |        |        |  |  |       |       |       |       |  |  |          |          |          |          |  |  |        |        |        |        |
|  | 레가네스              | 레가네스              | 레가네스              | 1                   | 3                     | 2                     |                       |        |        |        |  |  |       |       |       |       |  |  |          |          |          |          |  |  |        |        |        |        |
|  | 레가네스              | 레가네스              | 레가네스              |                     |                       |                       |                       |        |        |        |  |  |       |       |       |       |  |  |          |          |          |          |  |  |        |        |        |        |
|  | 레알 소시에다드       | 레알 소시에다드       | 레알 소시에다드       | 3                   |                       |                       |                       |        |        |        |  |  |       |       |       |       |  |  |          |          |          |          |  |  |        |        |        |        |
|  | 레알 소시에다드       | 레알 소시에다드       | 레알 소시에다드       | 3                   | 레알 소시에다드       | 레알 소시에다드       | 레알 소시에다드       | 2      |        |        |  |  |       |       |       |       |  |  |          |          |          |          |  |  |        |        |        |        |
|  |                       |                       |                       |                     | 레알 소시에다드       | 레알 소시에다드       | 레알 소시에다드       | 2      |        |        |  |  |       |       |       |       |  |  |          |          |          |          |  |  |        |        |        |        |
|  |                       | 아틀레티코 마드리드   | 아틀레티코 마드리드   | 아틀레티코 마드리드 | 0                     |                       |                       |        |        |        |  |  |       |       |       |       |  |  |          |          |          |          |  |  |        |        |        |        |
|  | 라요 마하다온다       | 라요 마하다온다       | 라요 마하다온다       | 아틀레티코 마드리드 | 0                     | 0                     |                       |        |        |        |  |  |       |       |       |       |  |  |          |          |          |          |  |  |        |        |        |        |
|  | 라요 마하다온다       | 라요 마하다온다       | 라요 마하다온다       |                     |                       |                       |                       |        |        |        |  |  |       |       |       |       |  |  |          |          |          |          |  |  |        |        |        |        |
|  | 아틀레티코 마드리드   | 아틀레티코 마드리드   | 아틀레티코 마드리드   | 5                   |                       |                       |                       |        |        |        |  |  |       |       |       |       |  |  |          |          |          |          |  |  |        |        |        |        |
|  | 아틀레티코 마드리드   | 아틀레티코 마드리드   | 아틀레티코 마드리드   | 5                   | 레알 소시에다드       | 레알 소시에다드       | 레알 소시에다드       | 0      |        |        |  |  |       |       |       |       |  |  |          |          |          |          |  |  |        |        |        |        |
|  |                       |                       |                       |                     | 레알 소시에다드       | 레알 소시에다드       | 레알 소시에다드       | 0      |        |        |  |  |       |       |       |       |  |  |          |          |          |          |  |  |        |        |        |        |
|  |                       | 베티스                | 베티스                | 베티스              | 4                     |                       |                       |        |        |        |  |  |       |       |       |       |  |  |          |          |          |          |  |  |        |        |        |        |
|  | 바야돌리드            | 바야돌리드            | 바야돌리드            | 베티스              | 4                     | 0                     |                       |        |        |        |  |  |       |       |       |       |  |  |          |          |          |          |  |  |        |        |        |        |
|  | 바야돌리드            | 바야돌리드            | 바야돌리드            |                     |                       |                       |                       |        |        |        |  |  |       |       |       |       |  |  |          |          |          |          |  |  |        |        |        |        |
|  | 베티스                | 베티스                | 베티스                | 3                   |                       |                       |                       |        |        |        |  |  |       |       |       |       |  |  |          |          |          |          |  |  |        |        |        |        |
|  | 베티스                | 베티스                | 베티스                | 3                   | 베티스                | 베티스                | 베티스                | 2      |        |        |  |  |       |       |       |       |  |  |          |          |          |          |  |  |        |        |        |        |
|  |                       |                       |                       |                     | 베티스                | 베티스                | 베티스                | 2      |        |        |  |  |       |       |       |       |  |  |          |          |          |          |  |  |        |        |        |        |
|  |                       | 세비야                | 세비야                | 세비야              | 1                     |                       |                       |        |        |        |  |  |       |       |       |       |  |  |          |          |          |          |  |  |        |        |        |        |
|  | 사라고사              | 사라고사              | 사라고사              | 세비야              | 1                     | 0                     |                       |        |        |        |  |  |       |       |       |       |  |  |          |          |          |          |  |  |        |        |        |        |
|  | 사라고사              | 사라고사              | 사라고사              |                     |                       |                       |                       |        |        |        |  |  |       |       |       |       |  |  |          |          |          |          |  |  |        |        |        |        |
|  | 세비야                | 세비야                | 세비야                | 2                   |                       |                       |                       |        |        |        |  |  |       |       |       |       |  |  |          |          |          |          |  |  |        |        |        |        |
|  | 세비야                | 세비야                | 세비야                | 2                   | 베티스 (승)           | 베티스 (승)           | 베티스 (승)           | 1 (5)  |        |        |  |  |       |       |       |       |  |  |          |          |          |          |  |  |        |        |        |        |
|  |                       |                       |                       |                     | 베티스 (승)           | 베티스 (승)           | 베티스 (승)           | 1 (5)  |        |        |  |  |       |       |       |       |  |  |          |          |          |          |  |  |        |        |        |        |
|  |                       | 발렌시아              | 발렌시아              | 발렌시아            | 1 (4)                 |                       |                       |        |        |        |  |  |       |       |       |       |  |  |          |          |          |          |  |  |        |        |        |        |
|  | 아틀레티코 만차 레알  | 아틀레티코 만차 레알  | 아틀레티코 만차 레알  | 발렌시아            | 1 (4)                 | 0                     |                       |        |        |        |  |  |       |       |       |       |  |  |          |          |          |          |  |  |        |        |        |        |
|  | 아틀레티코 만차 레알  | 아틀레티코 만차 레알  | 아틀레티코 만차 레알  |                     |                       |                       |                       |        |        |        |  |  |       |       |       |       |  |  |          |          |          |          |  |  |        |        |        |        |
|  | 아틀레틱 빌바오       | 아틀레틱 빌바오       | 아틀레틱 빌바오       | 2                   |                       |                       |                       |        |        |        |  |  |       |       |       |       |  |  |          |          |          |          |  |  |        |        |        |        |
|  | 아틀레틱 빌바오       | 아틀레틱 빌바오       | 아틀레틱 빌바오       | 2                   | 아틀레틱 빌바오 (연)  | 아틀레틱 빌바오 (연)  | 아틀레틱 빌바오 (연)  | 3      |        |        |  |  |       |       |       |       |  |  |          |          |          |          |  |  |        |        |        |        |
|  |                       |                       |                       |                     | 아틀레틱 빌바오 (연)  | 아틀레틱 빌바오 (연)  | 아틀레틱 빌바오 (연)  | 3      |        |        |  |  |       |       |       |       |  |  |          |          |          |          |  |  |        |        |        |        |
|  |                       | 바르셀로나            | 바르셀로나            | 바르셀로나          | 2                     |                       |                       |        |        |        |  |  |       |       |       |       |  |  |          |          |          |          |  |  |        |        |        |        |
|  | 리나레스              | 리나레스              | 리나레스              | 바르셀로나          | 2                     | 1                     |                       |        |        |        |  |  |       |       |       |       |  |  |          |          |          |          |  |  |        |        |        |        |
|  | 리나레스              | 리나레스              | 리나레스              |                     |                       |                       |                       |        |        |        |  |  |       |       |       |       |  |  |          |          |          |          |  |  |        |        |        |        |
|  | 바르셀로나            | 바르셀로나            | 바르셀로나            | 2                   |                       |                       |                       |        |        |        |  |  |       |       |       |       |  |  |          |          |          |          |  |  |        |        |        |        |
|  | 바르셀로나            | 바르셀로나            | 바르셀로나            | 2                   | 아틀레틱 빌바오       | 아틀레틱 빌바오       | 아틀레틱 빌바오       | 1      |        |        |  |  |       |       |       |       |  |  |          |          |          |          |  |  |        |        |        |        |
|  |                       |                       |                       |                     | 아틀레틱 빌바오       | 아틀레틱 빌바오       | 아틀레틱 빌바오       | 1      |        |        |  |  |       |       |       |       |  |  |          |          |          |          |  |  |        |        |        |        |
|  |                       | 레알 마드리드         | 레알 마드리드         | 레알 마드리드       | 0                     |                       |                       |        |        |        |  |  |       |       |       |       |  |  |          |          |          |          |  |  |        |        |        |        |
|  | 알메리아              | 알메리아              | 알메리아              | 레알 마드리드       | 0                     | 1                     |                       |        |        |        |  |  |       |       |       |       |  |  |          |          |          |          |  |  |        |        |        |        |
|  | 알메리아              | 알메리아              | 알메리아              |                     |                       |                       |                       |        |        |        |  |  |       |       |       |       |  |  |          |          |          |          |  |  |        |        |        |        |
|  | 엘체                  | 엘체                  | 엘체                  | 2                   |                       |                       |                       |        |        |        |  |  |       |       |       |       |  |  |          |          |          |          |  |  |        |        |        |        |
|  | 엘체                  | 엘체                  | 엘체                  | 2                   | 엘체                  | 엘체                  | 엘체                  | 1      |        |        |  |  |       |       |       |       |  |  |          |          |          |          |  |  |        |        |        |        |
|  |                       |                       |                       |                     | 엘체                  | 엘체                  | 엘체                  | 1      |        |        |  |  |       |       |       |       |  |  |          |          |          |          |  |  |        |        |        |        |
|  |                       | 레알 마드리드 (연)    | 레알 마드리드 (연)    | 레알 마드리드 (연)  | 2                     |                       |                       |        |        |        |  |  |       |       |       |       |  |  |          |          |          |          |  |  |        |        |        |        |
|  | 알코야노              | 알코야노              | 알코야노              | 레알 마드리드 (연)  | 2                     | 1                     |                       |        |        |        |  |  |       |       |       |       |  |  |          |          |          |          |  |  |        |        |        |        |
|  | 알코야노              | 알코야노              | 알코야노              |                     |                       |                       |                       |        |        |        |  |  |       |       |       |       |  |  |          |          |          |          |  |  |        |        |        |        |
|  | 레알 마드리드         | 레알 마드리드         | 레알 마드리드         | 3                   |                       |                       |                       |        |        |        |  |  |       |       |       |       |  |  |          |          |          |          |  |  |        |        |        |        |
|  | 레알 마드리드         | 레알 마드리드         | 레알 마드리드         | 3                   | 아틀레틱 빌바오       | 1                     | 0                     | 1      |        |        |  |  |       |       |       |       |  |  |          |          |          |          |  |  |        |        |        |        |
|  |                       |                       |                       |                     | 아틀레틱 빌바오       | 1                     | 0                     | 1      |        |        |  |  |       |       |       |       |  |  |          |          |          |          |  |  |        |        |        |        |
|  |                       | 발렌시아              | 1                     | 1                   | 2                     |                       |                       |        |        |        |  |  |       |       |       |       |  |  |          |          |          |          |  |  |        |        |        |        |
|  | 아틀레티코 발레아레스 | 아틀레티코 발레아레스 | 아틀레티코 발레아레스 | 1                   | 2                     | 2                     |                       |        |        |        |  |  |       |       |       |       |  |  |          |          |          |          |  |  |        |        |        |        |
|  | 아틀레티코 발레아레스 | 아틀레티코 발레아레스 | 아틀레티코 발레아레스 |                     |                       |                       |                       |        |        |        |  |  |       |       |       |       |  |  |          |          |          |          |  |  |        |        |        |        |
|  | 셀타 비고             | 셀타 비고             | 셀타 비고             | 1                   |                       |                       |                       |        |        |        |  |  |       |       |       |       |  |  |          |          |          |          |  |  |        |        |        |        |
|  | 셀타 비고             | 셀타 비고             | 셀타 비고             | 1                   | 아틀레티코 발레아레스 | 아틀레티코 발레아레스 | 아틀레티코 발레아레스 | 0      |        |        |  |  |       |       |       |       |  |  |          |          |          |          |  |  |        |        |        |        |
|  |                       |                       |                       |                     | 아틀레티코 발레아레스 | 아틀레티코 발레아레스 | 아틀레티코 발레아레스 | 0      |        |        |  |  |       |       |       |       |  |  |          |          |          |          |  |  |        |        |        |        |
|  |                       | 발렌시아              | 발렌시아              | 발렌시아            | 1                     |                       |                       |        |        |        |  |  |       |       |       |       |  |  |          |          |          |          |  |  |        |        |        |        |
|  | 카르타헤나            | 카르타헤나            | 카르타헤나            | 발렌시아            | 1                     | 1                     |                       |        |        |        |  |  |       |       |       |       |  |  |          |          |          |          |  |  |        |        |        |        |
|  | 카르타헤나            | 카르타헤나            | 카르타헤나            |                     |                       |                       |                       |        |        |        |  |  |       |       |       |       |  |  |          |          |          |          |  |  |        |        |        |        |
|  | 발렌시아              | 발렌시아              | 발렌시아              | 2                   |                       |                       |                       |        |        |        |  |  |       |       |       |       |  |  |          |          |          |          |  |  |        |        |        |        |
|  | 발렌시아              | 발렌시아              | 발렌시아              | 2                   | 발렌시아              | 발렌시아              | 발렌시아              | 2      |        |        |  |  |       |       |       |       |  |  |          |          |          |          |  |  |        |        |        |        |
|  |                       |                       |                       |                     | 발렌시아              | 발렌시아              | 발렌시아              | 2      |        |        |  |  |       |       |       |       |  |  |          |          |          |          |  |  |        |        |        |        |
|  |                       | 카디스                | 카디스                | 카디스              | 1                     |                       |                       |        |        |        |  |  |       |       |       |       |  |  |          |          |          |          |  |  |        |        |        |        |
|  | 스포르팅 히혼         | 스포르팅 히혼         | 스포르팅 히혼         | 카디스              | 1                     | 2                     |                       |        |        |        |  |  |       |       |       |       |  |  |          |          |          |          |  |  |        |        |        |        |
|  | 스포르팅 히혼         | 스포르팅 히혼         | 스포르팅 히혼         |                     |                       |                       |                       |        |        |        |  |  |       |       |       |       |  |  |          |          |          |          |  |  |        |        |        |        |
|  | 비야레알              | 비야레알              | 비야레알              | 1                   |                       |                       |                       |        |        |        |  |  |       |       |       |       |  |  |          |          |          |          |  |  |        |        |        |        |
|  | 비야레알              | 비야레알              | 비야레알              | 1                   | 스포르팅 히혼         | 스포르팅 히혼         | 스포르팅 히혼         | 0 (2)  |        |        |  |  |       |       |       |       |  |  |          |          |          |          |  |  |        |        |        |        |
|  |                       |                       |                       |                     | 스포르팅 히혼         | 스포르팅 히혼         | 스포르팅 히혼         | 0 (2)  |        |        |  |  |       |       |       |       |  |  |          |          |          |          |  |  |        |        |        |        |
|  |                       | 카디스 (승)           | 카디스 (승)           | 카디스 (승)         | 0 (4)                 |                       |                       |        |        |        |  |  |       |       |       |       |  |  |          |          |          |          |  |  |        |        |        |        |
|  | 푸엔라브라다          | 푸엔라브라다          | 푸엔라브라다          | 카디스 (승)         | 0 (4)                 | 0                     |                       |        |        |        |  |  |       |       |       |       |  |  |          |          |          |          |  |  |        |        |        |        |
|  | 푸엔라브라다          | 푸엔라브라다          | 푸엔라브라다          |                     |                       |                       |                       |        |        |        |  |  |       |       |       |       |  |  |          |          |          |          |  |  |        |        |        |        |
|  | 카디스                | 카디스                | 카디스                | 1                   |                       |                       |                       |        |        |        |  |  |       |       |       |       |  |  |          |          |          |          |  |  |        |        |        |        |
|  | 카디스                | 카디스                | 카디스                | 1                   |                       |                       |                       |        |        |        |  |  |       |       |       |       |  |  |          |          |          |          |  |  |        |        |        |        |

## 32강전

### 추첨
32강전의 추첨식은 2021년 12월 17일, 라스 로사스의 스페인 왕립 축구 연맹 본부에서 진행되었다. 수페르코파 데 에스파냐에 참가한 4개 구단이 합류하여 우선적으로 하위 리그 구단들과 편성되었다. 그 후, 나머지 하위 리그 구단들은 남은 라 리가 구단들과 짝지어졌다. 그 후로 남은 차하위 리그 구단들은 남은 라 리가 구단들과의 대결이 성사되었다. 경기는 모두 하위 리그 구단의 안방에서 진행되었다.
| 1포트 수페르코파 데 에스파냐 참가 4개 구단                   | 2포트 라 리가 소속 12개 구단                                                                                   | 3포트 세군다 디비시온 소속 11개 구단                                                                            | 4포트 프리메라 디비시온 RFEF 소속 4개 구단              | 5포트 세군다 디비시온 RFEF 소속 1개 구단 |
| 아틀레틱 빌바오 아틀레티코 마드리드 바르셀로나 레알 마드리드 | 카디스 셀타 비고 엘체 에스파뇰 마요르카 오사수나 라요 바예카노 베티스 레알 소시에다드 세비야 발렌시아 비야레알 | 알메리아 카르타헤나 에이바르 푸엔라브라다 지로나 레가네스 미란데스 폰페라디나 스포르팅 히혼 바야돌리드 사라고사 | 알코야노 아틀레티코 발레아레스 리나레스 라요 마하다온다 | 아틀레티코 만차 레알                     |

### 경기 결과
| 2022년 1월 4일                            | 폰페라디나 (2)    | 1–1 (연) (1–3 승부차기)  | 에스파뇰 (1) | 폰페라다                                        |  |  |
| 21:00                                     | 유리 88′ (페널티) | 리포트                   | 페드로사 4′  | 경기장: 엘 토랄린 심판: 카를로스 델 세로 그란데 |  |  |
|                                           |                   | 승부차기                 |              |                                                 |  |  |
| - 메디나 · 살라사르 · 크레스포 · 사베리오 |                   | 엠바르바 · 바레 · 메리다 |              |                                                 |  |  |
|                                           |                   |                          |              |                                                 |  |  |

| 2022년 1월 5일 | 레가네스 (2)    | 2–3    | 레알 소시에다드 (1)                      | 레가네스                                      |  |  |
| 16:00          | 무뇨스 60′, 70′ | 리포트 | 이사크 8′ · 오야르사발 43′, 74′ (페널티) | 경기장: 부타르케 심판: 안토니오 마테우 라오스 |  |  |
|                |                 |        |                                          |                                               |  |  |

| 2022년 1월 5일 | 에이바르 (2) | 1–2    | 마요르카 (1)        | 에이바르                                           |  |  |
| 16:00          | 블랑코 45′   | 리포트 | 가야 69′ · 앙헬 82′ | 경기장: 이푸루아 심판: 미겔 앙헬 오르티스 아리아스 |  |  |
|                |              |        |                     |                                                    |  |  |

| 2022년 1월 5일 | 카르타헤나 (2)        | 1–2    | 발렌시아 (1)                | 카르타헤나                                            |  |  |
| 16:00          | 오르투뇨 75′ (페널티) | 리포트 | 솔레르 35′ · 체리셰프 90+2′ | 경기장: 카르타고노바 심판: 파블로 곤살레스 푸에르테스 |  |  |
|                |                       |        |                             |                                                       |  |  |

| 2022년 1월 5일 | 리나레스 (3) | 1–2    | 바르셀로나 (1)            | 리나레스                                            |  |  |
| 19:30          | 디아스 19′   | 리포트 | 뎀벨레 63′ · 주트글라 69′ | 경기장: 리나레호스 심판: 기예르모 콰드라 페르난데스 |  |  |
|                |              |        |                           |                                                     |  |  |

| 2022년 1월 5일 | 아틀레티코 발레아레스 (3) | 2–1    | 셀타 비고 (1) | 팔마 데 마요르카                            |  |  |
| 20:00          | 마르티네스 17′, 76′       | 리포트 | 멘데스 67′    | 경기장: 발레아르 심판: 마리오 멜레로 로페스 |  |  |
|                |                           |        |               |                                             |  |  |

| 2022년 1월 5일 | 미란데스 (2) | 0–1    | 라요 바예카노 (1) | 미란다 데 에브로                                 |  |  |
| 20:00          |              | 리포트 | 마르틴 67′        | 경기장: 안두바 심판: 호세 루이스 무누에라 몬테로 |  |  |
|                |              |        |                   |                                                  |  |  |

| 2022년 1월 5일 | 바야돌리드 (2) | 0–3    | 베티스 (1)                                   | 바야돌리드                                                |  |  |
| 20:00          |                | 리포트 | 카르발류 24′ · 페키르 27′ · 이글레시아스 50′ | 경기장: 호세 소리야 심판: 리카르도 데 부르고스 벵고에체아 |  |  |
|                |                |        |                                              |                                                           |  |  |

| 2022년 1월 5일 | 알코야노 (3) | 1–3    | 레알 마드리드 (1)                                    | 알코이                                         |  |  |
| 21:30          | 베가 66′     | 리포트 | - 밀리탕 39′ - 아센시오 76′ - 호세 후안 78′ (자책골) | 경기장: 엘 코야오 심판: 아드리안 코르데로 베가 |  |  |
|                |              |        |                                                      |                                                |  |  |

| 2022년 1월 6일 | 푸엔라브라다 (2) | 0–1    | 카디스 (1)     | 푸엔라브라다                                   |  |  |
| 16:00          |                  | 리포트 | 알라르콘 90+3′ | 경기장: 페르난도 토레스 심판: 헤수스 힐 만사노 |  |  |
|                |                  |        |                |                                                |  |  |

| 2022년 1월 6일 | 지로나 (2) | 1–0    | 오사수나 (1) | 지로나                                          |  |  |
| 16:00          | 준카 6′    | 리포트 |              | 경기장: 몬틸리비 심판: 하비에르 알베롤라 로하스 |  |  |
|                |            |        |              |                                                 |  |  |

| 2022년 1월 6일 | 스포르팅 히혼 (2)               | 2–1    | 비야레알 (1) | 히혼                                             |  |  |
| 18:00          | 주르제비치 67′ · 밀로바노우 88′ | 리포트 | 알비올 48′   | 경기장: 엘 몰리논 심판: 알레한드로 무니스 루이스 |  |  |
|                |                                 |        |              |                                                  |  |  |

| 2022년 1월 6일 | 사라고사 (2) | 0–2    | 세비야 (1)          | 사라고사                                       |  |  |
| 18:00          |              | 리포트 | 쿤데 31′ · 미르 69′ | 경기장: 라 로마레다 심판: 발렌틴 피사로 고메스 |  |  |
|                |              |        |                     |                                                |  |  |

| 2022년 1월 6일 | 아틀레티코 만차 레알 (4) | 0–2    | 아틀레틱 빌바오 (1)  | 만차 레알                                          |  |  |
| 20:00          |                          | 리포트 | N. 윌리암스 20′, 43′ | 경기장: 라 후벤투드 심판: 후안 마르티네스 무누에라 |  |  |
|                |                          |        |                      |                                                    |  |  |

| 2022년 1월 6일 | 알메리아 (2) | 1–2    | 엘체 (1)              | 알메리아                                                          |  |  |
| 20:00          | 라마자니 42′ | 리포트 | 피아티 52′ · 구티 84′ | 경기장: 지중해 게임 경기장 심판: 알레한드로 에르난데스 에르난데스 |  |  |
|                |              |        |                       |                                                                   |  |  |

| 2022년 1월 6일 | 라요 마하다온다 (3) | 0–5    | 아틀레티코 마드리드 (1)                                        | 마드리드                                                   |  |  |
| 21:30          |                     | 리포트 | 쿠냐 17′ · 로지 26′ · 수아레스 41′ · 그리즈만 67′ · 펠리스 79′ | 경기장: 메트로폴리타노 경기장 심판: 산티아고 하이메 라트레 |  |  |
|                |                     |        |                                                                |                                                            |  |  |

참고
1. ↑  라요 마하다온다는 스페인 왕립 축구 연맹이 구단의 더 많은 관중을 수용하기 위한 의견을 수용하면서 본래 안방인 마하다온다의 세로 델 에스피노 대신 마드리드의 메트로폴리타노 경기장에서 치르기로 결정했다.

## 16강전

### 추첨
16강전의 추첨식은 2022년 1월 7일, 라스 로사스의 스페인 왕립 축구 연맹 본부에서 진행되었다. 16강전 참가 구단들은 2021-22 시즌의 소속 리그에 따라 3개의 포트로 나뉘었다. 가능하면, 하부 리그의 구장에서 경기가 열렸다. 단 같은 리그에 속한 구단들의 맞대결이 성사된 경우에는 추첨함에서 먼저 나온 구단이 안방에서 경기를 치르게 되었다. 총 8경기가 2022년 1월 15일과 1월 20일 사이에 진행되었다.
| 1포트 라 리가 소속 13개 구단 | 2포트 세군다 디비시온 소속 2개 구단 | Pot 3 프리메라 디비시온 RFEF 소속 1개 구단 |
| 아틀레틱 빌바오 아틀레티코 마드리드 바르셀로나 카디스 엘체 에스파뇰 마요르카 라요 바예카노 베티스 레알 마드리드 레알 소시에다드 세비야 발렌시아 | 지로나 스포르팅 히혼                | 아틀레티코 발레아레스                      |

### 경기 결과
| 2022년 1월 15일 | 마요르카 (1)          | 2–1    | 에스파뇰 (1) | 팔마 데 마요르카                                          |  |  |
| 16:00           | 구보 32′ · 아브돈 60′ | 리포트 | 푸아도 62′   | 경기장: 비짓 마요르카 경기장 심판: 산티아고 하이메 라트레 |  |  |
|                 |                       |        |              |                                                           |  |  |

| 2022년 1월 15일                       | 스포르팅 히혼 (2) | 0–0 (연) (2–4 승부차기)                       | 카디스 (1) | 히혼                                                |  |  |
| 18:30                                 |                   | 리포트                                        |            | 경기장: 엘 몰리논 심판: 미겔 앙헬 오르티스 아리아스 |  |  |
|                                       |                   | 승부차기                                      |            |                                                     |  |  |
| 비얄바 · 디아스 · 크라베츠 · 캄푸사노 |                   | 페르난데스 · 네그레도 · 페레아 · 아르사멘디아 |            |                                                     |  |  |
|                                       |                   |                                               |            |                                                     |  |  |

| 2022년 1월 15일 | 지로나 (2)     | 1–2    | 라요 바예카노 (1)     | 지로나                                        |  |  |
| 18:30           | 에스피노사 26′ | 리포트 | 과르디올라 45+1′, 48′ | 경기장: 몬틸리비 심판: 아드리안 코르데로 베가 |  |  |
|                 |                |        |                       |                                               |  |  |

| 2022년 1월 16일 | 아틀레티코 발레아레스 (3) | 0–1    | 발렌시아 (1)       | 팔마 데 마요르카                                  |  |  |
| 12:00           |                           | 리포트 | 마르쿠스 안드레 1′ | 경기장: 발레아르 심판: 파블로 곤살레스 푸에르테스 |  |  |
|                 |                           |        |                    |                                                   |  |  |

| 2022년 1월 16일 | 베티스 (1)                | 2–1    | 세비야 (1) | 세비야                                                        |  |  |
| 16:00           | 페키르 39′ · 카날레스 73′ | 리포트 | 고메스 35′ | 경기장: 베니토 비야마린 심판: 리카르도 데 부르고스 벵고에체아 |  |  |
|                 |                           |        |            |                                                               |  |  |

| 2022년 1월 19일 | 레알 소시에다드 (1)       | 2–0    | 아틀레티코 마드리드 (1) | 산 세바스티안                                   |  |  |
| 21:00           | 야누자이 33′ · 쇨로트 47′ | 리포트 |                         | 경기장: 아노에타 심판: 하비에르 알베롤라 로하스 |  |  |
|                 |                           |        |                         |                                                 |  |  |

| 2022년 1월 20일 | 엘체 (1)    | 1–2 (연) | 레알 마드리드 (1)         | 엘체                                                     |  |  |
| 19:00           | 베르두 103′ | 리포트   | 이스코 108′ · 아자르 116′ | 경기장: 마르티네스 발레로 심판: 호르헤 피게로아 바스케스 |  |  |
|                 |             |          |                           |                                                          |  |  |

| 2022년 1월 20일 | 아틀레틱 빌바오 (1)                           | 3–2 (연) | 바르셀로나 (1)            | 빌바오                                              |  |  |
| 21:30           | 무니아인 2′, 105+1′ (페널티) · 마르티네스 86′ | 리포트   | 토레스 20′ · 페드리 90+3′ | 경기장: 산 마메스 심판: 호세 루이스 무누에라 몬테로 |  |  |
|                 |                                               |          |                           |                                                     |  |  |

참고
1. ↑  이 경기는 본래 2022년 1월 15일 21:30에 시작한 경기였지만, 40분에 세비야의 주안 주르단 선수가 관중이 던진 투사체에 맞아 중단되었다. 경기는 이튿날 16:00에 무관중으로 재개되었다.

## 8강전

### 추첨
8강전의 추첨식은 2022년 1월 21일, 라스 로사스의 스페인 왕립 축구 연맹 본부에서 진행되었다. 8강전에는 참가 구단이 1부 리그 구단들만 남음에 따라 추첨함에서 먼저 나온 구단이 안방에서 경기를 치르게 되었다.
| 참가 구단 라 리가 소속 8개 구단                                                             |
| 아틀레틱 빌바오 카디스 마요르카 라요 바예카노 베티스 레알 마드리드 레알 소시에다드 발렌시아 |

### 경기 결과
| 2022년 2월 2일 | 라요 바예카노 (1)   | 1–0    | 마요르카 (1) | 마드리드                                  |  |  |
| 20:00          | 트레호 44′ (페널티) | 리포트 |              | 경기장: 바예카스 심판: 세사르 소토 그라도 |  |  |
|                |                     |        |              |                                           |  |  |

| 2022년 2월 2일 | 발렌시아 (1)          | 2–1    | 카디스 (1)          | 발렌시아                                        |  |  |
| 21:00          | 게드스 24′ · 두로 79′ | 리포트 | 페레스 54′ (페널티) | 경기장: 메스타야 심판: 하비에르 알베롤라 로하스 |  |  |
|                |                       |        |                     |                                                 |  |  |

| 2022년 2월 3일 | 레알 소시에다드 (1) | 0–4    | 베티스 (1)                                              | 산 세바스티안                                   |  |  |
| 20:00          |                     | 리포트 | 후안미 12′, 57′ · 윌리앙 주제 83′ (페널티) · 루이발 87′ | 경기장: 아노에타 심판: 후안 마르티네스 무누에라 |  |  |
|                |                     |        |                                                         |                                                 |  |  |

| 2022년 2월 3일 | 아틀레틱 빌바오 (1) | 1–0    | 레알 마드리드 (1) | 빌바오                                   |  |  |
| 21:30          | 베렝게르 89′        | 리포트 |                   | 경기장: 산 마메스 심판: 헤수스 힐 만사노 |  |  |
|                |                     |        |                   |                                          |  |  |

참고

## 준결승전

### 추첨
준결승전 추첨식은 2022년 2월 4일 라스 로사스의 스페인 왕립 축구 연맹 본부에서 진행되었다.
| 참가 구단 라 리가 소속 4개 구단               |
| 아틀레틱 빌바오 라요 바예카노 베티스 발렌시아 |

### 요약
| 팀 1                | 합계 | 팀 2         | 1차전 | 2차전 |
| ------------------- | ---- | ------------ | ----- | ----- |
| 라요 바예카노 (1)   | 2–3  | 베티스 (1)   | 1–2   | 1–1   |
| 아틀레틱 빌바오 (1) | 1–2  | 발렌시아 (1) | 1–1   | 0–1   |

### 1차전 결과
| 라요 바예카노  | 1–2    | 베티스                          |
| -------------- | ------ | ------------------------------- |
| Á. 가르시아 5′ | 리포트 | 이글레시아스 26′ · 카르발류 68′ |

| 아틀레틱 빌바오 | 1–1    | 발렌시아 |
| --------------- | ------ | -------- |
| R. 가르시아 37′ | 리포트 | 두로 65′ |

### 2차전 결과
| 발렌시아   | 1–0    | 아틀레틱 빌바오 |
| ---------- | ------ | --------------- |
| 게드스 43′ | 리포트 |                 |

합계 2–1로 발렌시아가 결승전에 진출함.
| 베티스             | 1–1    | 라요 바예카노 |
| ------------------ | ------ | ------------- |
| 이글레시아스 90+2′ | 리포트 | 베베 80′      |

합계 3–2로 베티스가 결승전에 진출함.

## 결승전
| 베티스                                          | 1–1 (연장전) | 발렌시아                               |
| ----------------------------------------------- | ------------ | -------------------------------------- |
| 이글레시아스 11′                                | 리포트       | 두로 30′                               |
| 승부차기                                        |              |                                        |
| 윌리앙 주제 · 호아킨 · 과르다도 · 테요 · 미란다 | 5–4          | 솔레스 · 라치치 · 게드스 · 무사 · 가야 |

## 우승
| 코파 델 레이 2021–22 우승 |
| ------------------------- |
| 레알 베티스 3번째 우승    |

## 득점 집계
| 순위 | 선수                | 득점 | 구단                    |
| ---- | ------------------- | ---- | ----------------------- |
| 1    | 보르하 이글레시아스 | 5    | 베티스                  |
| 2    | 앙헬 로드리게스     | 4    | 마요르카                |
| 2    | 알프레도 오르투뇨   | 4    | 카르타헤나              |
| 2    | 다니 고메스         | 4    | 레반테                  |
| 5    | 미켈 오야르사발     | 3    | 레알 소시에다드         |
| 5    | 알바로 네그레도     | 3    | 카디스                  |
| 5    | 로렌 모론           | 3    | 에스파뇰                |
| 5    | 마넬 마르티네스     | 3    | 아틀레티코 발레아레스   |
| 5    | 알레한드로 마르케스 | 3    | 미란데스                |
| 5    | 파코 알카세르       | 3    | 비야레알                |
| 5    | 무라드 다우디       | 3    | 알코야노                |
| 5    | 리키                | 3    | 산 아구스틴 델 과달리스 |
| 5    | 하이메 마타         | 3    | 헤타페                  |
| 5    | 아드리안 부츠케     | 3    | 그라나다                |
| 5    | 알레한드로 블레사   | 3    | 레반테                  |
| 5    | 로베르토 솔다도     | 3    | 레반테                  |